# ジェリ・アレン
ジェリ・アレン（Geri Allen、1957年6月12日 - 2017年6月27日）は、アメリカ合衆国のジャズ・ピアニスト、作曲家、レコーディング・アーティストである。アレンは、パフォーマーおよびバンドリーダーとしてのキャリアに加えて、音楽の准教授であり、ピッツバーグ大学におけるジャズ研究プログラムのディレクターを務めた。

## 略歴

### 初期の人生
アレンは1957年6月12日にミシガン州ポンティアックで生まれ、デトロイトで育った。「父親のマウント・アレン・ジュニアは学校長、母親のバーバラは防衛産業の政府管理者でした」。アレンはデトロイト公立学校で教育を受けた。彼女は7歳でピアノを弾き始め、10代前半にジャズ・ピアニストになった。
アレンは1979年にハワード大学のジャズ研究プログラムを卒業した。その後も彼女は勉強を続け、ニューヨークのピアニストであるケニー・バロンと、ピッツバーグ大学で1982年に民族音楽学の修士号を取得した。この後、彼女はニューヨークへと戻った。

### その後の人生とキャリア

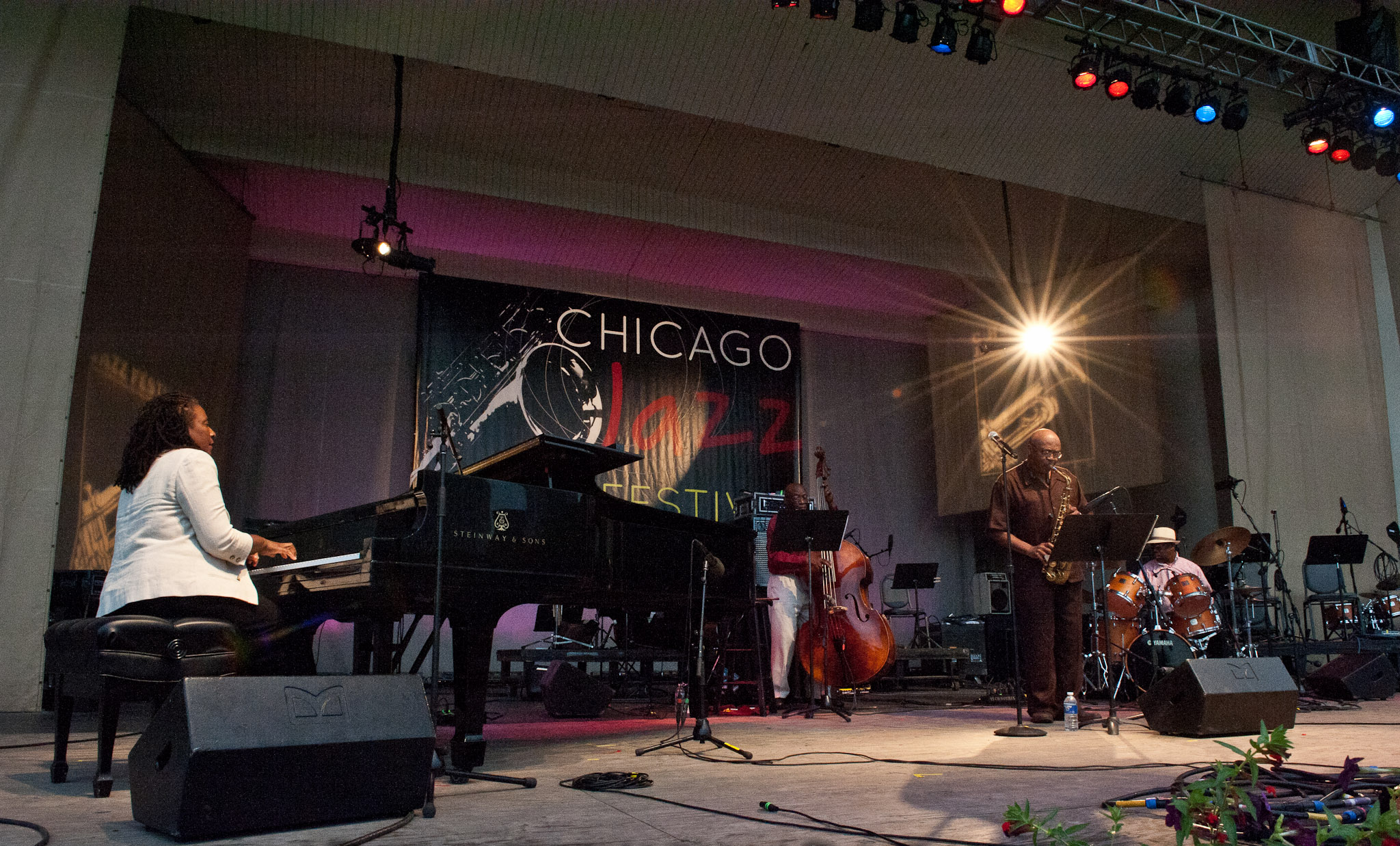
ジェリ・アレンとトリオ 3

アレンはニューヨークの「M-BASEコレクティヴ」に参加した。リーダーとしての彼女のレコーディング・デビューは1984年で、アルバム『The Printmakers』として結実した。ベーシストのアンソニー・コックスとドラマーのアンドリュー・シリルとで形成されたこのトリオ・アルバムは、アレンの作曲のいくつかをフィーチャーしていた。
アレンは1995年にトランペッターのウォレス・ルーニーと結婚した。彼らには2人の娘と息子がいたが、その生活は離婚で終わった。アレンは1996年にジャズパー賞を受賞した。同年、彼女はオーネット・コールマンとの2枚の共作アルバム、『サウンド・ミュージアム - ヒドゥン・マン』と『サウンド・ミュージアム - スリー・ウィメン』をレコーディングした。
2006年、アレンはアメリカ同時多発テロ事件の犠牲者と生存者へのオマージュとして書かれた組曲「For the Healing of the Nations」を作曲した。彼女は2008年に「グッゲンハイム・フェロー」を受賞した。
アレンはニュージャージー州モントクレアに長年、居を構えていた。彼女は2013年にピッツバーグ大学のジャズ研究プログラムのディレクターを務めた。
アレンは、癌にかかり、60歳の誕生日の2週間後、2017年6月27日にペンシルベニア州フィラデルフィアで亡くなった。

## 受賞歴
- 2014年 : バークリー音楽名誉博士号[9]
- 2008年 : グッゲンハイム・フェロー[10]
- 2007年 : スペルマン大学からのアフリカ系アメリカ人クラシック音楽賞[11]
- 2005年 : ベニー・ゴルソン・ジャズ・マスター・アワード[12]
- 1996年 : ハワードから同窓生賞を受賞
- 1996年 : デンマーク・ジャズパー賞（初の女性受賞者）
- 1995年 : 『ソウル・トレイン』レディ・オブ・ソウル・アワード（最初の受賞者）、アルバム『21』のアルバム・オブ・ザ・イヤーによる

## ディスコグラフィ

### リーダー・アルバム
主な出典:
- The Printmakers (1984年、Minor Music)
- 『ラウンド・ミッドナイト』 - Home Grown (1985年、Minor Music)
- 『オープン・オン・オール・サイズ』 - Open on All Sides in the Middle (1986年、Minor Music)
- 『トワイライト』 - Twylight (1989年、Minor Music)
- 『イン・ザ・イヤー・オブ・ザ・ドラゴン』 - In the Year of the Dragon (1989年、JMT)
- 『セグメンツ』 - Segments (1989年、DIW)
- 『ザ・ナーチュラー』 - The Nurturer (1990年、Blue Note)
- 『ライヴ・アット・ザ・ヴィレッジ・ヴァンガード』 - Live at the Village Vanguard (1990年、DIW)
- 『マルーンズ』 - Maroons (1992年、Blue Note)
- 『21』 - Twenty One (1994年、Blue Note)
- 『アイズ…』 - Eyes in the Back of Your Head (1996年、Blue Note)
- 『サム・アスペクツ・オブ・ウォーター』 - Some Aspects of Water (1996年、Storyville)
- 『ザ・ギャザリング』 - The Gathering (1998年、Verve)
- 『ザ・ライフ・オブ・ア・ソング』 - The Life of a Song (2004年、Telarc)
- 『タイムレス・ポートレイツ・アンド・ドリームス』 - Timeless Portraits and Dreams (2006年、Telarc)
- Flying Toward the Sound (2008年、Motéma)
- Geri Allen & Timeline Live (2010年、Motéma)
- A Child Is Born (2011年、Motéma)
- Grand River Crossings (2012年、Motéma)
- Perfection (2015年、Motéma)

### 参加アルバム
主な出典:
フランコ・アンブロゼッティ
- 『ムービーズ』 - Movies (1987年、Enja)
- 『ムービーズ・トゥー』 - Movies Too (1988年、Enja)

セシル・ブルックスIII
- The Collective (1989年、Muse)

ロイ・ブルックス
- 『デュエット・イン・デトロイト』 - Duet in Detroit (1993年、Enja)

ベティ・カーター
- 『ドロッピン・シングズ』 - Droppin' Things (1993年、Verve)
- 『フィード・ザ・ファイア』 - Feed the Fire (1993年、Verve)

オーネット・コールマン
- 『サウンド・ミュージアム - ヒドゥン・マン』 - Sound Museum: Hidden Man (1996年、Harmolodic/Verve)
- 『サウンド・ミュージアム - スリー・ウィメン』 - Sound Museum: Three Women (1996年、Harmolodic/Verve)

スティーヴ・コールマン
- 『マザランド・パルス』 - Motherland Pulse (1985年、JMT)
- 『オン・ジ・エッジ・オブ・トゥモロウ』 - On the Edge of Tomorrow (1986年、JMT)
- 『ワールド・エクスパンション』 -World Expansion (1987年、JMT)
- 『SINE DIE』 - Sine Die (1987年、Pangaea) ※1曲のみ

バディ・コレット
- Flute Talk (1988年、Soul Note) ※with ジェイムス・ニュートン

チャーリー・ヘイデン
- 『エチュード』 - Etudes (1987年、Soul Note)
- The Montreal Tapes: with Geri Allen and Paul Motian (1997年、Verve) ※1989年録音
- The Montreal Tapes: Liberation Music Orchestra (1999年、Verve) ※1989年録音

クレイグ・ハンディ
- Reflections in Change (1999年、Sirocco Music)

オリヴァー・レイク
- 『エクスパンダブル・ランゲージ』 - Expandable Language (1984年、Black Saint)
- 『アザーサイド』 - Otherside (1989年、Gramavision)
- Talkin' Stick (2000年、Passin' Thru)
- At This Time (2009年、Intakt)

チャールス・ロイド
- Lift Every Voice (2002年、ECM)
- Jumping the Creek (2004年、ECM)

フランク・ロウ
- Decision in Paradise (1984年、Soul Note)

ポール・モチアン
- Monk in Motian (1988年、JMT)

グレッグ・オズビー
- 『マインドゲームズ』 - Mindgames (1988年、JMT)

デューイ・レッドマン
- 『リヴィング・オン・ジ・エッジ』 - Living on the Edge (1989年、Black Saint)

ウォレス・ルーニー
- Munchin' (1993年、Muse)
- Crunchin' (1993年、Muse)

グレゴリー・チャールズ・ロイヤル
- 『ドリーム・カム・トゥルー』 - Dream Come True (1979年、GCR)

ウディ・ショウ
- Bemsha Swing (1997年) ※1986年録音

ジョン・スタッブルフィールド
- 『ブッシュマン・ソング』 - Bushman Song (1986年、Enja)

ゲイリー・トーマス
- 『バイ・エニー・ミーンズ・ネセサリー』 - By Any Means Necessary (1989年、JMT)

トリオ 3 (オリヴァー・レイク、レジー・ワークマン & アンドリュー・シリル) + ジェリ・アレン
- At This Time (2009年、Intakt)
- Celebrating Mary Lou Williams (2011年、Intakt)

アーニー・ワッツ
- 『ユニティ』 - Unity (1995年、JVC)

ザ・メアリー・ルー・ウィリアムス・コレクティヴ
- Zodiac Suite: Revisited (2006年、Mary)

Various Artists
- 『カンザス・シティ オリジナル・サウンドトラック』 - Kansas City (A Robert Altman Film, Original Motion Picture Soundtrack) (1996年、Verve)

## フィルモグラフィ
ジェリ・アレンは、ジャズ・ピアニストのメアリー・ルー・ウィリアムスを演じ、ロバート・アルトマン監督の映画『カンザス・シティ』でジャズ・バンドと共演している。